# Узо
Узо (на гръцки: Oύζο) е традиционна гръцка анасонова спиртна напитка. Произвежда се главно чрез дестилация на странични продукти от вино и по-рядко зърнени култури и алкохол, получен от странични продукти от захарно цвекло (меласа). Поставя се в медни казани и се овкусява в процеса на дестилация с билки и плодове, като преобладаващият анасон ѝ придава този характерен вкус. Принадлежи към категорията дестилирани неподсладени алкохолни напитки. Процесът на производство на узо обаче превъзхожда тези на останалите неподсладени напитки, тъй като идва от дестилация, докато повечето идват от смесване или накисване на ароматните семена. Особено добре познато е узото, произведено на остров Лесбос. Според гръцкия закон узо се прави от спирт, поне 20 % от който е гроздов дестилат.
Консумира се охладена или със стайна температура и студена вода (с лед по желание) отделно. Само в България се сервира и „на кристали“, а при замръзване на анасонова ракия вкусът ѝ се влошава невъзвратимо – кристалите не се разтварят. Прието е традиционно да е аперитив към морски дарове (риба, калмари и др.). Може да се пие чиста или смесена с вода. При добавяне на вода побелява, защото намалява разтворимостта на съдържащите се в узото маслени извлеци.
Подобни анасонови напитки се произвеждат и в други европейски страни: мастика в България, пастис във Франция и самбука в Италия.

## История
Узото произлиза от алкохолната напитка ципуро, която се смята за изобретение на група монаси от Атон през 14 век. Напитката се приготвя от грозде и за неин аналог в България се счита ракията. Една от вариациите на ципурото е овкусена с анасон. Точно тази вариация представлява узото.
Сегашния вариант на узото е добил известност в началото на 19 век след гръцката война за независимост. Първия завод за производство на узо бива основан през 1856 г. След като негативните страни на абсента започнали да придобиват гласност сред обществото, узото било една от напитките, които запълнили отворилата се пазарна ниша.
Обикновено узото се консумира смесено с вода, в резултат на което придобива бял цвят, а понякога съдържащ и синкав оттенък. Узото най-често се сервира с лед в малка чаша и се консумира в съчетание с риба, маслини и сирене фета.
На 26 октомври 2006 г. Гърция придоби правото да отбелязва узото като изцяло гръцко питие. Към момента Европейски съюз признава узото, ципурото и цикудията за алкохолни напитки със защитен произход. Това означава, че на европейски производители различни от Гърция и Кипър се забранява да използват тези имена за свои продукти.

## Марки и видове
Видовете узо се класифицират по марки и класове:
- нисък клас – цена под 20 лева за литър;
- среден клас – Пломари, Варваяни, Mини, 12, Бабатзим и др.; цена 20-30 лева за литър;
- висок клас – 100 % дестилат, тройна дестилация. Това са премиум продуктите на производителите от средния клас: „Адоло“, „Санс Ривал“ и „Гианатсис“ на Пломари, „Maтaрeли“, „Варваяни“, „Пицилади“, „Живаери“, „Бабатзим класик“ и други, които дори и в Гърция са рядкост. Цената им е над 30 лева за литър.

### Пломари
Узo „Пломари“ е известно с най-високото си качество и е единственото узо с коркова тапа. Отличава се с интензивен анасонов мирис. Има фин баланс във вкуса – лек и деликатен и все пак плътен, с малко пикантен пипер в послевкуса.
Исидорос Aрвaнитис неуморно търси идеалните съставки, с които през 1894 г. създава съвършеното „Узо от Пломари на Исидорос Арванитис”. Той открива начин да блендира ароматните семена и билки на Лесбос със световноизвестното анасоново семе от Лисвори – бленд, който не е доминиран, но и не доминира.
Моряшкото селце Пломари е разположено на югоизточните брегове на гръцкия остров Лесбос, който винаги е бил регионът за производство на най-известните видове узо. Географското положение на о-в Лесбос, морето и плодородната почва, осигуряват най-висококачествените билки и семена, необходими за изпълнение на неговата тайна рецепта. Но най-важният фактор, на който се дължи уникалния вкус и аромат на Узо Пломари на Исидорос Арванитис, е анасонът, отглежан на сертифицираните поля, собственост на дестилерията. Те се намират в съседното селище Лисвори, където расте най-хубавия анасон в света. Традиционният метод на дестилация, в ръчно произведени медни аламбици, също допринася за това, Пломари да е любимото узо на гърците. Алкохолно съдържание – 40 % Vol.

#### Адоло
Днес Узо Пломари на Исидорос Арванитис прави крачка напред и предлага Узо „Адоло“, най-пречистената част от дестилата. С думата „Адоло” гърците назовават т.нар. „сърце на дестилата”. Преди Исидорос Арванитис запазвал „сърцето” специално за себе си и своите приятели. Адоло е тройно дестилиран, като третата дестилация продължава 13 часа в малки, ръчно изработени, медни казани, произведени през 1911 г. Алкохолно съдържание – 42 %. 

#### Санс Ривал
Узото „Санс Ривал“ е получавало много награди и медали за качество и вкус през годините. Известно е като единствената напитка, която е била пита в Гръцкия Кралски двор. Към края на всяка дестилация на узото, се добавят билки като анасон, кориандър и копър. Рецептата на узо „Sans Rival“ е една от най-старите в Гърция и се пази в дълбока тайна.
Санс Ривал се произвежда в дестилерията на Узо Пломари на остров Лесбос. Ароматът е натрапчиво анасонов с пиперливи нюанси. Вкусът е богат и наситен. 

#### Гианатсис
Giannatsis e 100 % дестилирано узо с деноминация от Пломари, произведено от разнообразни местни суровини от Лесбос - звездовиден анасон от Лисвори, билки от планините на острова и мека вода от р. Седунта. Бутилирано при 42 об. %. Балансирано, загладено и деликатно сладко с ликорис, земни нотки, анасон, нишесте. 

### Maтaрeли
Изключителното качество на органичния анасон, постигнато след процеса на потапяне чували в морето, преди дестилацията, медът Митилини, който се използва в рецептата вместо захар, огънят на маслиново дърво, който също играе своята роля за качествената дестилация и бутилирането на ръка са в основата на уникалността на узо „Matarelli“. Maтaрeли е 100 % чист дестилатбутилира се в бутилки с формата на колба от 200 ml и традиционно се продава само в избрани места за продажба (най-вече ресторанти Узо). 

### Варваяни
През 1860 г. Евстатиос Й. Варваянис пристига на живописното пристанище на Пломари. Донася със себе си опита и познанието за дистилационния процес от руския град Одеса и основава собствена дестилерия, в която започва производството на първокласно узо. Днес в Пломари, Лесбос се намира модерната фабрика за производство на узо – собственост на семейство Барбаянис, където технологията работи в комбинация с историята и традицията. Семейство Барбаянис са запазили 160-годишната традиция за производство на узо, следвайки стъпките на Евстатиос Варваянис и внимателно подбира висококачествени, натурални съставки за своето узо и обръща специално внимание на процеса на дестилация, все още изпълняван по стария, традиционен начин.
Узо „Варваяни“ има следните варианти: Колектабъл, Евзон, Афродита, Син етикет, Зелен етикет. Всички са 100 % чист дестилат.

#### Колектабъл
Особено фината и изискана бутилка съдържа в себе си дестилация с най-високо качество, която е извлечена специално за 150-годишнината от непрекъснатото, висококачествено присъствие в областта на производството на узо. Алкохолно съдържание 46 % vol. 

#### Евзон
Узо „Евзон“ е създадено през 1950 г. и се произвежда от Барбаяни. Преобладаващият аромат на анасон в него носи аромата на гръцките ливади. Има силен вкус и е дестилирано за истинските любители на узо. Традиционен гръцки аперитив с алкохолно съдържание 47 % vol. 

#### Афродита
Узо „Aphrodite“ е създаденo през 1962 г. и се произвежда от Барбаяни. Тази специална селекция е по-силна (48 % Vol.) и обединяява чисти съставки, анасон и редица други благоуханни билки и семена. Оставя богато усещане за отлежал алкохол на небцето. 

#### Син етикет
Това узо се състои от чиста есенция от анасон и благоуханни билки и съдържа отличителната вода на Пломари. Barbayanni BLUE създава на небцето приятно усещане, има деликатен аромат, чист и прозрачен цвят и алкохолно съдържание 46 % Vol.
Последните 5 поколения на фамилия Барбаяни с удоволствие произвеждат класическия Син етикет на узо Барбаяни, използвайки традиционния метод на Евстатиос Барбаянис, който донася рецептата от Русия през 1860 г., постигайки 100 % дестилация на узото. 

#### Зелен етикет
Внимателно подбраните висококачествени натурални съставки и специалното внимание при процеса на дестилация, създават ултра лекия вкус на узо „Barbayanni зелен етикет“, създаден без компромис относно богатството на вкуса и аромата. Алкохолно съдържание 42 % Vol. 

### 12
Узo „12“ е напитка с уникален аромат, история и традиция. Получава името си през 1880 г. в дестилерията на братя Калоянис от бъчва № 12, в която се съхранявало най-предпочитаното узо с богат вкус и деликатен аромат. И днес този неповторим вкус прави Ouzo 12 една от най-предпочитаните анасонови напитки по света. Узo „12“ и „Пломари“ се правят в една фабрика и 12 е просто малко по-евтино. 

### Пицилади
Узo „Пицилади“ е също от Пломари. Братята Панайотис и Янис идват от Пергам и създават дестилерия, където умело са комбинирали ароматите на смокини, грозде, боровинки и анасон. От 1957 г. насам в нея се произвежда само узо. При узо „Пицилади“ маята се разрежда с вода и ако е необходимо, се добавя захар, но не се добавя допълнително етилов алкохол. Намира се сравнително трудно в България.

### Митилини
Произвежда се в пристанищния град Митилини на остров Лесбос, съседен на Пломари. От 1889 г. собствениците на таверните по тесните улички на града се опитват да сътворят купаж в медни дестилатори от уникална комбинация между алкохол и анасонови етерични масла от най-добрите земи на острова. Прочутото узо от Митилини е споменато във филма „Зорба гъркът“.

### Мини
Узо „Мини“ е също изключително популярно и се прави на о. Лесбос в гр. Митилини. Така пет от шестте най-добри марки узо се произвеждат в радиус само около 30 км. Узо „Мини“ има 40 % алкохолно съдържание и се прави като се комбинират 17 различни рецепти в едно. Използват се ароматни билки, а дестилацията се извършва в медни казани по един и същ начин от десетилетия.

### Живаери
От най-старата дестилерия за узо в света „Кацарос“! Историята започва през далечната 1856 година, когато в Тирнавос, Гърция основателят на дестилерията Николаос Кацарос създава напитка, наричайки я „узо“ („Солунски хроники“, специално издание 1935 г.). Тя бързо получава широка популярност, а днес вече е национален символ на Гърция. И така, повече от 160 години семейство Кацарос пази тайната рецепта и традицията в производството, предавани от поколение на поколение, за да може да се насладим и днес на това очарователно узо.
Узо Живаери се произвежда от 100% гроздов дестилат с превъзходно качество, а уникалният изтънчен аромат и богат вкус произтичат от свързването по време на дестилацията на грижливо подбрани ароматни семена и билки като копър, анасон, канела, индийско орехче и др.
- Класическото узо (бял етикет) е двойно дестилирано; алкохолно съдържание 40 % vol.
- Специалната колекция узо „Тройно“ (син етикет) е тройно дестилирано. По този начин се постига автентичност и висококачествен продукт с фин аромат и копринен вкус; алкохолно съдържание 40 % vol.

### Бабатзим
Узо с мек вкус, произведено в традиционни медни казани по метод използван през 19 век от гръцките дестилатори в Истанбул.
- Бабатзим класик – премиум продукт, 100 % дестилат от тройна дестилация; алкохолно съдържание 42 % vol. [14]
- Бабатзим – висококачествен алкохол, резултат от двойна дестилация; алкохолно съдържание 40 % vol. [15]

### Цантали
Узо „Цантали“ се произвежда на Халкидики и е не по-малко популярно от Пломари и другите видове от о-в Лесбос.
През 1890 г. в североизточна Гърция семейство Цантали започва да произвежда узо по уникална тайна рецепта, предавана от поколение на поколение. Търсенeто на ароматното узо нараства и през 1945 г. Евангелос Цанталис отваря първата си дестилерия в Солун. Благодарение на несравнимото качество и уникалния характер на анасоновото питие, то добива световна слава и днес на автентичния му чист вкус се наслаждават ценители от 36 страни.
Производството става по традиционна технология, която не изисква добавки, които изкуствено да омекотяват вкуса. Етиловият алкохол и седемте билки, които дават уникалния аромат на Tsantali оuzo, престояват 24 часа в ръчно изработени медни съдове. След това микстурата внимателно се дестилира. Най-добрата част от дестилата, наричана „сърце”, се отделя за повторна дестилация. Целият процес протича при непрекъснат надзор и тестове за качество.
Подходящо питие за всякакви случаи: чисто, с лед или разредено с вода, смесено с доматен или портокалов сок, узо „Цантали“ се съчетава отлично с ордьоври от националната гръцка кухня, но е най-добро с морски дарове и деликатно запържени храни. Чистата класика узо „Цантали“ не съдържа добавки, които изкуствено омекотяват вкуса. 

### EВА

#### Сертико
Узо „Sertiko“ е с ориенталски рецепти и суровини и е първокласен продукт от гамата узо на EVA. То е вкусно и много традиционно, с аромат и вкус от една друга, отминала епоха. По време на производствения процес строго се спазва ритуала на двойната дестилация, като плодовете, ароматните билки и корените се дестилират в определен ред и комбинация. Характерният му силен аромат идва от дестилацията на цитрусови плодове, джинджифил, кориандър, кардамон, звезден анасон и анасон от Лисвори, придавайки на Sertiko неговия уникален и интензивен „сертичен“ характер. Алкохолното съдържание е 45 % Vol. За любителите на силното узо може да се сервира, без разреждане, за да се усетят интензивните му аромати. С добавянето на ледена вода то променя характера си и засилва апетита за пикантни узо-мезета. При готвене на ястия по ориенталски рецепти, където узото се използва като ароматна съставка, Сертико гарантира продължителност на аромата и вкуса. Дизайнът на бутилката е с множество награди и изобразява османски и византийски мотиви, допълвайки силния му характер, вдъхновен от отминалите времена. 

### М Драй Мастиха
M DRY е първата суха мастикова напитка със впечатляващ свеж вкус. Сух, силен, чист екстракт с лек сладък вкус и неповторим аромат на мастика от о. Хиос. Богат и нежен послевкус.

### Матис
Произвежда се в Митилини от 1882 г., съдържа 20 % гроздов дестилат, билки и има алкохолно съдържание само 39 % Vol., което го прави леко и пивко.

### Агуридис
Марката „Agouridis“ се произвежда в Патра от 1893 г., с добавени билкови аромати.

### Пилавас
Марката „Pilavas“ се прави по тайна рецепта на Никос Пилавас от 1940 г., след дестилацията отлежава в стоманени цистерни 2 – 3 месеца, след което придобива сладникав и уравновесен вкус. Алкохолно съдържание – 40 % Vol. 

### Тетерис
Опитът и знанията от четири поколения на семейството Тетерис, съчетани с търпение и грижи, щателно подбрани семена анасон резултират в узо „Tetteris № 5“ със силен вкус и отличителен аромат – 46 % Vol, произвежда се на остров Хиос.

### Идонико
- Идонико – 100 % дестилиран висококачествен алкохол, с добавени подправка и специална селекция билки. [19]
- Идонико Ципуро Анис се дестилира от внимателно подбрани гроздови сортове, с цел постигане на богат аромат и наситен вкус. Алкохолно съдържание – 40 % Vol. [20]

### Лесвос
Ароматът на анасонова свежест с билкови нотки. Вкусът е ободряващ, подчертан анасонов и билков. Алкохолно съдържание – 38 % Vol. 

### Други видове
- Анабела (Anabela)
- Димино (Dimino)
- Казанисто – прави се на о. Хиос
- Кацару (Katsarou)
- Кефи (Kefi)
- Магея (Mageia) – прави се в гр. Серес.
- Мелтеми (Meltemi)
- Псаропула (Psaropoula)
- Родини (Емери Rodini Emery)
- Самара (Samara)
- Тикелли (Tikelli)
- Вето (Veto)
- Корифеос (Koryfaios) 40 %
- Зачос (Zachos) 38 %
- Перно
- Рикар
- Зорбас – българско производство
- Паралиа (Paralia) – прави се в гр. Кавала